# (73872) 1997 AO17
(73872) 1997 AO17 – planetoida z pasa głównego asteroid okrążająca Słońce w ciągu 3,6 lat w średniej odległości 2,35 j.a. Odkryta 7 stycznia 1997 roku.